# Kineska književnost
Istorije kineske književnosti proteže se hiljadama godina, od najranijih zapisanih dinastičkih dvorskih arhiva do zrelih novela o vernakularne fikcije, nastalih tokom dinastije Ming, radi zabave masa pismenih Kineza. Uvođenjem široko rasprostranjenog štampanja drvenih blokova tokom dinastije Tang (618–907) i izumom štampanja pokretnog tipa Bi Šenga (990–1051) za vreme dinastije Song (960–1279), brzo se proširilo pismeno znanje širom Kine. U modernijim vremenima, autor Lu Sjuen (1881–1936) smatra se osnivačem bajhua književnosti u Kini.

## Preklasični period
Na formiranje najranijeg sloja kineske književnosti uticale su usmene tradicije različitog društvenog i profesionalnog porekla: kultne i laičke muzičke prakse (Šiđing), divinacija (Ji đing), astronomija, egzorcizam. Pokušaj praćenja rodoslova kineske književnosti do religioznih uroka i inkantacija (šest džua 六祝, kao što je predstavljeno u poglavlju „Da džu”, Obreda Džoua) napravio je Lju Šipej.

## Istorijski tekstovi, rečnici i enciklopedije
Kinezi su čuvali dosledne i tačne sudske zapisnike od 841. godine p. n. e., sa početkom Gunghe namesništva dinastije Zapadni Džou. Najranija poznata narativna istorija o Kini bilo je delo Cuo Džuan, koje je sačinjeno najkasnije 389. godine p. n. e. i smatra se da ga je napisao slepi istoričar iz 5. veka p. n. e. Cuo Ćuming. Veruje se da je Knjiga dokumenata sastavljena još u 6. veku p. n. e., a sigurno je da je postojala do 4. veka p. n. e., najnovijeg datuma pisanja Guodjen Ču ostataka otkrivenih u jednoj Hubejskoj grobnici 1993. godine. Knjiga dokumenata obuhvata rane informacije o geografiji u poglavlju Ju Gong. Bambusni anali pronađeni 281. godine u grobnici kralja Veja, koji je sahranjen 296. godine p. n. e., pružaju još jedan primer. Međutim, za razliku od Cuo Džuana, autentičnost ranog datuma Bambusnih anala je osporena. Još jedan rani tekst bila je knjiga političke strategije Džan Guo Cea, sastavljena između 3. i 1. veka p. n. e., sa delom teksta pronađenim među grobnicama II veka pne na grobničkoj lokaciji u Mavangdueju. Najstariji postojeći rečnik u Kini je Erija, datiran na 3. vek pne, anonimno napisan, ali sa kasnijim komentarima istoričara Guo Pua (276–324). Ostali rani rečnici uključuju Fangjan autora Jang Sjunga (53. p. n. e. - 18) i Šuoven Đeci autora Sju Šena (58–147). Jedan od najvećih bio je Kansi rečnik sastavljen 1716. godine pod pokroviteljstvom cara Kansi (vladao 1661–1722); on pruža definicije za preko 47.000 znakova.
Iako su prethodno postojali sudski spisi i drugi nezavisni zapisi, fundamentalno delo u ranom kineskom istorijskom pisanju bio je Šiđi, ili Zapisi velikog istoričara, koje je napisao dvorski istoričar iz dinastije Han Sima Ćen (145. p. n. e. - 90. p. n. e.). Ovaj prekretnički tekst postavio je temelje kineskoj istoriografiji i mnogim zvaničnim kineskim istorijskim tekstovima sabranim za svaku dinastiju nakon toga. Sima Ćen se često upoređuje s grčkim Herodotom po obimu i metodu, jer je on pokrivao kinesku istoriju od mitske dinastije Sja do savremene vladavine cara Vua od Hana zadržavajući objektivno i nepristrasno stajalište. Ovo je često bilo teško ostvarivo za zvanične dinastičke istoričare, koji su koristili istorijska dela da opravdaju vladavinu trenutne dinastije. On je uticao na pisana dela mnogih kineskih istoričara, uključujući dela Ban Gua i Ban Džaoa u I i II veku, pa čak i na Sima Guangovu kompilaciju Cidži Tongđena iz 11. veka, koja je predstavljena caru Šencungu of Songa 1084. godine. Ukupni opseg istoriografske tradicije u Kini naziva se Dvadeset četiri istorije, stvorene za svaku uzastopnu kinesku dinastiju do dinastije Ming (1368–1644). Poslednja kineska dinastija, dinastija Ćing (1644–1911), nije uključena.

## Literatura
- Cai, Zong-qi, ур. (2008). How to Read Chinese Poetry: A Guided Anthology. New York: Columbia University Press. ISBN 978-0-231-13941-0.
- Chaves, Jonathan, ур. (1986). The Columbia Book of Later Chinese Poetry: Yüan, Ming, and Ch'ing Dynasties (1279–1911). New York: Columbia University Press. ISBN 978-0-231-06149-0.
- Chen, Xiaomei (2014). The Columbia Anthology of Modern Chinese Drama. Columbia University Press. ISBN 978-0-231-16502-0.
- Cheng, François (1982). Chinese Poetic Writing. Trans. Donald A. Riggs and Jerome P. Seaton. Bloomington: Indiana University Press. ISBN 978-0-253-20284-0.
- Cui, Jie; Zong-qi Cai (2012). How to Read Chinese Poetry Workbook. New York: Columbia University Press. ISBN 978-0-231-15658-5.
- deBary, Wm. Theodore (2000). Sources of Chinese Tradition: From 1600 through the Twentieth Century Vol II. New York: Columbia University Press. ISBN 978-0231-11271-0.
- Idema Wilt L., and Lloyd Haft, ур. (1997). A Guide to Chinese Literature. Ann Arbor: Center for Chinese Studies, University of Michigan, Michigan Monographs in Chinese Studies. ISBN 9780892640997.. Bibliographical and background essays.
- Knight, Sabina (2012). Chinese Literature: A Very Short Introduction. ISBN 9780195392067.. Oxford; New York: Oxford University Press, Very Short Introductions Series. .
- Lévy, André (2000). „Chinese Literature, Ancient and Classical”. Translated by William H. Nienhauser. Bloomington: Indiana University Press. 168: xi. ISBN 9780253336569.
- Lin, Shuen-fu; Owen, Stephen (1986). The Vitality of the Lyric Voice. Princeton: Princeton University Press. ISBN 978-0-691-03134-7.
- Liu, James J.Y (1962). The Art of Chinese Poetry. Chicago: University of Chicago Press. ISBN 978-0-226-48687-1.
- Mair, Victor H. (2001). The Columbia History of Chinese Literature. New York: Columbia University Press. ISBN 9780231109840.
- Mair, Victor H. (1994). The Columbia Anthology of Traditional Chinese Literature. New York: Columbia University Press, Translation from the Asian Classics. ISBN 9780231074285.
- Mair, Victor H.; Nancy Shatzman Steinhardt; Paul Rakita Goldin, ур. (2005). Hawai'i Reader in Traditional Chinese Culture. Honolulu: University of Hawai'i Press. ISBN 9780824827854.
- Nienhauser, William H., Jr. (1986 and 1998). The Indiana Companion to Traditional Chinese Literature. Bloomington: Indiana University Press. ISBN 978-0-253-32983-7.. 2v.
- Nienhauser, William H., ур. (1986). The Indiana Companion to Traditional Chinese Literature. Indiana University Press.
- Kang-i Sun Chang, Stephen Owen, eds. (2010), The Cambridge History of Chinese Literature. Cambridge: Cambridge University Press. 2010. ISBN 978-0-521-11677-0.. 2 vol.
- Watson, Burton (1971). Chinese Lyricism: Shih Poetry from the Second to the Twelfth Century. New York: Columbia University Press. ISBN 978-0-231-03464-7.
- Watson, Burton, ур. (1984). The Columbia Book of Chinese Poetry: From Early Times to the Thirteenth Century. New York: Columbia University Press. ISBN 978-0-231-05683-0.
- Beasley, W. G. and Edwin G. Pulleyblank. Historians of China and Japan. (Oxford UP, 1962). Essays on the historiographical traditions in pre-modern times.
- Cohen, Paul A.. Discovering History in China: American Historical Writing on the Recent Chinese Past. Columbia University Press, 984.
- Cohen, Paul. "Reflections on a Watershed Date: The 1949 Divide in Chinese History," in Jeffrey Wasserstrom, ed., Twentieth-Century China: New Approaches (Routledge, 2003), 29–36.
- Cohen, Paul (2003). Rethinking China's History: Alternative Perspectives on the Chinese Past. New York London: RoutledgeCurzon.. Reprints of Cohen's influential reviews and essays.
- Cotton, James (1989). Asian Frontier Nationalism: Owen Lattimore and the American Policy Debate. Atlantic Highlands, NJ: Humanities Press International. ISBN 978-0391036512.
- Crossley, Pamela Kyle. "The Historiography of Modern China," in Michael Bentley, ed., Companion to Historiography (Taylor & Francis, 1997), 641-658.
- Dirlik, Arif (1978). Revolution and History: The Origins of Marxist Historiography in China, 1919–1937. Berkeley: University of California Press. ISBN 978-0-520-03541-6.
- Duara, Prasenjit (1995), Rescuing History from the Nation: Questioning Narratives of Modern China, U of Chicago Press
- Evans, Paul M (2988). John Fairbank and the American Understanding of Modern China. Проверите вредност парамет(а)ра за датум: |date= (помоћ)
- Feuerwerker, Albert.. History in Communist China. Cambridge: M.I.T. Press, 1968. Essays on the post-1949 treatment of particular aspects of Chinese history.
- Farquhar, J. B.; Hevia, J. L. (1993). „Culture and Postwar American Historiagraphy of China”. Positions: East Asia Cultures Critique. 1 (2): 486—525. doi:10.1215/10679847-1-2-486. Critique of orthodox historiography.
- Fogel, Joshua A (1984). Politics and Sinology: The Case of Naito Konan (1866–1934). Council on East Asian Studies, Harvard University. ISBN 978-0-674-68790-5.. (Harvard University Press, Harvard East Asian Monographs. . Naito Konan developed the influential thesis that China developed an early modern society from the 8th to the 12th century.
- Goodman, David S.G. (septembar 2006). „Mao and the Da Vinci Code: Conspiracy, Narrative, and History”. The Pacific Review. 19 (3): 359—384. doi:10.1080/09512740600875135. Critiques the assumptions and methodology Chang Jung and John Halliday's Mao: The Unknown Story.
- Kutcher, Norman (zima 1993). „'The Benign Bachelor': Kenneth Scott Latourette between China and the United States”. Journal of American-East Asian Relations. 2 (4): 399—424. doi:10.1163/187656193X00130. The life and historiographical place of Kenneth Scott Latourette at Yale.
- Li, Huaiyin (2012). Reinventing Modern China: Imagination and Authenticity in Chinese Historical Writing. U of Hawaii Press.
- Rowe, William. "Approaches to Modern Chinese Social History," in Olivier Zunz, ed., Reliving the Past: The Worlds of Social History (University of North Carolina Press 1985), pp. 236–296.
- Rozman, Gilbert (1984). Soviet Studies of Premodern China: Assessments of Recent Scholarship. Center For Chinese Studies, University of Michigan. ISBN 9780892640522.
- Shambaugh, David L (1993). American Studies of Contemporary China. M.E. Sharpe.
- Schneider, Laurence A. (1971). Ku Chieh-Kang and China's New History: Nationalism and the Quest for Alternative Traditions. U of California Press. ISBN 9780520018044.. The first generation of Chinese historians to use Western concepts to write the history of China.
- Tanaka, Stefan (1993). Japan's Orient: Rendering Pasts into History. Berkeley: University of California Press. ISBN 9780520077317.
- Tanigawa, Michio (1985). Medieval Chinese Society and the Local "Community". Превод: Joshua A. Fogel. Berkeley: University of California Press. ISBN 978-0520053700. See especially Pt One, "Chinese Society And Feudalism: An Investigation Of The Past Literature," a review of Japanese historiography.
- Unger, Jonathan (2015). Using the Past to Serve the Present: Historiography and Politics in Contemporary China. ISBN 9781315698397. doi:10.4324/9781315698397.
- Wilkinson, Endymion (2012). Chinese History: A New Manual. Harvard University Asia Center. ISBN 9780674067158. (Harvard University Asia Center, Harvard-Yenching Institute Monograph Series New Edition). .
- Waley-Cohen, J. (2004). „The New Qing History”. Radical History Review. 2004 (88): 193—206. doi:10.1215/01636545-2004-88-193.
- Wang, Q. Edward, NG, On-cho The Writing and Use of History in Imperial China
- Zurndorfer, Harriet. Zurndorfer, Harriet T. (1988). „A Guide to the 'New' Chinese History: Recent Publications Concerning Chinese Social and Economic Development before 1800”. International Review of Social History. 33 (2): 148—201. doi:10.1017/S0020859000008725.
- Cohen, Paul A.; Lu, Hanchao (2016). „Between History and Memory: A Conversation with Paul A. Cohen”. The Chinese Historical Review. 23: 70—78. doi:10.1080/1547402X.2016.1168181.
- Fairbanks, John K (1982). Chinabound: A Fifty Year Memoir.